# Wspólny pokój (film)
Wspólny pokój – polski film obyczajowy z 1959 roku, zrealizowany na podstawie powieści Zbigniewa Uniłowskiego pod tym samym tytułem.

## Fabuła
Wspólny pokój to historia rozgrywająca się w Warszawie lat 30. XX wieku, skupiająca się wokół młodego, obiecującego poety Lucjana Salisa, który po powrocie z leczenia gruźlicy w Zakopanem wprowadza się jako sublokator do zatłoczonego pokoju w warszawskiej kamienicy. Dzieląc przestrzeń z innymi młodymi intelektualistami, w tym z literatem Zygmuntem Stukonisem, ekscentrycznym „Dziadzią” oraz studentami, Lucjan zostaje wciągnięty w środowisko bohemy artystycznej, które mimo intelektualnych aspiracji pogrąża się w marazmie, alkoholu i bezczynności. Bohaterowie nie mogą znaleźć swojego miejsca w społeczeństwie międzywojennej Polski. Bezrobocie, bieda i pesymizm dominują wśród bohaterów, prowadząc ich do różnych tragedii – student prawa popełnia samobójstwo po oblaniu egzaminu, Zygmunt traci nadzieję na literacki sukces, a sam Lucjan ostatecznie przegrywa walkę z nawrotem gruźlicy i umiera, nie zrealizowawszy swoich twórczych ambicji.

## Obsada aktorska
Źródło: Filmpolski.pl

- Mieczysław Gajda – Lucjan Salis
- Gustaw Holoubek – „Dziadzia”
- Adam Pawlikowski – Zygmunt Stukonis
- Anna Łubieńska – panna Leopard
- Beata Tyszkiewicz – Teodozja
- Irena Netto – Stukonisowa, matka Zygmunta i Miećka
- Zdzisław Maklakiewicz – Józef Bednarczyk, student prawa
- Ryszard Pietruski – Mieciek Stukonis, brat Zygmunta
- Krzysztof Litwin – brat Teodozji
- Wojciech Ruszkowski – pan Bove

## Produkcja i odbiór
Wspólny pokój jest adaptacją powieści Zbigniewa Uniłowskiego, w której literat zawarł swoje doświadczenie ze współpracy z grupą literacką Kwadryga. Reżyser wprawdzie zrezygnował z dosadnego tonu powieści, nadając materiałowi wyjściowemu bardziej poetycki charakter, ale zachował komediowe właściwości pisarskiego stylu Uniłowskiego. Wspólny pokój na tle dwóch poprzednich filmów Hasa (Pętli i Pożegnania) został przyjęty przez krytyków ozięble. Krytyce podlegały anachroniczny temat, teatralna gra aktorów oraz „jałowy artyzm”. Reżyser protestował przeciwko owym zarzutom, twierdząc, że „film mówi o niesłychanie żywotnym zjawisku, jakim jest marazm, indolencja środowiska twórczego, atmosfera, która potrafi zniszczyć mniej odporną jednostkę. Pracując nad tym filmem myślałem raczej o pewnych dzisiejszych kręgach warszawskich. Czy konieczne było podanie daty na ekranie?”